# Lars Valerian Ahlfors
Lars Valerian Ahlfors, finski matematik, * 18. april 1907, Helsingfors, Velika vojvodina Finska, Ruski imperij (sedaj Helsinki, Finska), † 11. oktober 1996, Pittsfield, Massachusetts, ZDA.

## Življenje in delo
Ahlfors je bil sin inženirja. Od leta 1924 je študiral na Univerzi v Helsinkih in diplomiral leta 1928 pod mentorstvom Lindelöfa in Nevanlinne.
Leta 1929 je pomagal Nevanlinnu pri njegovem delu o Denjoyevi domnevi o številu asimptotskih vrednosti popolne funkcije. Za profesorja matematike so ga izbrali na Univerzi v Turkuju. Doktoriral je leta 1930 pod mentorstvom Lindelöfa in Nevanlinne.
V letu 1935 je odšel na Univerzo Harvard in leta 1936 je skupaj z Douglasom med prvimi prejel Fieldsovo medaljo v Oslu. Leta 1938 se je vrnil na Finsko in prevzel mesto na Univerzi v Helsikih. Izbruh 2. svetovne vojne je prinesel probleme, čeprav Ahlfors ni bil sposoben za vojsko. Leta 1944 so mu ponudili mesto na Zveznem politehniškem inšitutu v Zürichu. Marca 1945 je lahko končno odpotoval tja. Delo v Švici ga ni veselilo. Vrnil se je na Harvard in ostal tam do svoje upokojitve leta 1977. Od leta 1964 je bil tam Williamov Casparov Grausteinov profesor matematike. Leta 1968 je prejel Wihurijevo nagrado in leta 1981 Wolfovo nagrado za matematiko.
Njegova knjiga Kompleksna analiza (1953) je še danes vzorčno besedilo za večino predavanj tega predmeta. Napisal je še druge pomembne knjige, med njimi Riemannove ploskve (1960) in Konformne invariante (1973).